# (2640) Hällström
(2640) Hällström – planetoida z pasa głównego asteroid okrążająca Słońce w ciągu 3 lat i 261 dni w średniej odległości 2,4 j.a. Została odkryta 18 marca 1941 roku w Obserwatorium Iso-Heikkilä w Turku przez Liisi Otermę. Nazwa planetoidy pochodzi od Gustava Gabriela Hällströma (1775-1844), fińskiego fizyka. Przed nadaniem nazwy planetoida nosiła oznaczenie tymczasowe (2640) 1941 FN.